# Short Shetland
Short Shetland je bil velik štirimotorni propelerski leteči čoln britanskega podjetja Short Brothers. Zgradili so samo 2 primerka, zaradi konca 2. svetovne vojne ni vstopil v serijsko proizvodnjo. Poganjali so ga štirje bencinski zračnohlajeni zvezdasti motorji Bristol Centaurus VII. Vsak motor je imel 18 valjev in je razvijal 2500 KM. Shetland je imel dolg čas leta, okrog 25 ur.
Vzletna teža je bil okrog 45 ton, bombni tovor pa 9 ton.

## Specifikacije (S.35)
Podatki iz British Flying Boats
Splošne karakteristike
- Posadka: 11
- Dolžina: 110 ft 0 in (33,54 m)
- Razpon kril: 150 ft 4 in (45,83 m)
- Višina: 37 ft 0 in (11,28 m)
- Površina kril: 2624 ft² (243,9 m²)
- Teža praznega letala: 75860 lb (34481 kg)
- Naložena teža: 120000 lb (54545 kg)
- Maks. vzletna teža: 125000 lb (56818 kg)
- Pogon letala: 4 ×  18-valjni zračnohlajeni radialni motor Bristol Centaurus VII, 2500 KM (1864 kW)  vsak

 Zmogljivost 
- Maks. hitrost: 263 mph (229 vozlov, 423 km/h)
- Potovalna hitrost: 183 mph (159 vozlov, 295 km/h)
- Doseg: 4000 mi (3478 nmi, 6440 km)
- Trajanje leta: 25 ur 50 min
- Višina leta: 17000 ft (5182 m)
- Hitrost vzpenjanja: 900 ft/min (4,6 m/s)

Oborožitev

- Strelno orožje: **Tri strojnična gnezda, vsak z 2 × 0.5 in (12.7 mm) Browning strojnico